# Nicolas Perelle
Nicolas Perelle, född 14 december 1631 i Paris, död 1692 i Orléans, var en fransk tecknare och kopparstickare.
Han var son till Gabriel Perelle och bror till Adam Perelle. Han studerade för sin far och Simon Vouet. Han kom i kontakt med Erik Dahlbergh 1668 då han erbjöds att medverka som illustratör för bokverket Karl X Gustavs historia (Derebus a Carolo Gustavo gestis). För bokverket stack han 17 stycken planer och bataljer. Han kom senare att medverka i Dahlberghs Suecia antiqua et hodierna med 19 kopparstick av utsikter och byggnader. Perelle är representerad vid Nationalmuseum
 i Stockholm.